# Platycorypha princeps
Platycorypha princeps är en insektsart som beskrevs av Leonard D. Tuthill 1945. Platycorypha princeps ingår i släktet Platycorypha och familjen rundbladloppor. Inga underarter finns listade i Catalogue of Life.